# 苄达酸

合成方式

苄达酸（英語：或Bendazac）是一种含氮有机化合物，化学式为C16H14N2O3，可作为非甾体抗炎药（NSAID），用于缓解关节与肌肉疼痛。